# Планетарій Хайдена
Планетарій Хайдена (англ. Hayden Planetarium, часто називається «Сферою Хайдена») — частина Роуз-центру Землі і Космосу ( Rose Center for Earth and Space) і філія Американський музей природної історії в Нью-Йорку, нині очолюваний астрофізиком Нілом Тайсоном.
З лютого 2000 р. планетарій є однією з двох найважливіших частин Роуз-центру. У верхній частині Сфери Хайдена розташований Зоряний театр, що дає можливість спостерігати за зоряним небом за допомогою відео з високим розділенням, грунтованим на візуалізації поточних астрофізичних даних в комплексі з Зоряною системою Проектора Zeiss, що точно копіює нічне небо Землі. Нижня частина сфери дає можливість спостерігати за Великим вибухом в чотирьоххвилинній програмі.
Покидаючи «театр», відвідувачі виходять до «Космічної стежки», що ілюструє історію формування раннього всесвіту, і далі в Зал Землі, де можуть досліджувати геологію, погоду, тектоніку плит та ін., і в Зал всесвіту для дослідження моделі планет, зірок і галактик.
Планетарій Хайдена проводить як авторські, так і громадські лекції з безлічі курсів. Після реконструкції у 2000 р. планетарій відкрився з моделлю лише восьми планет, виключивши з неї Плутон.

## Зображення Планетарію

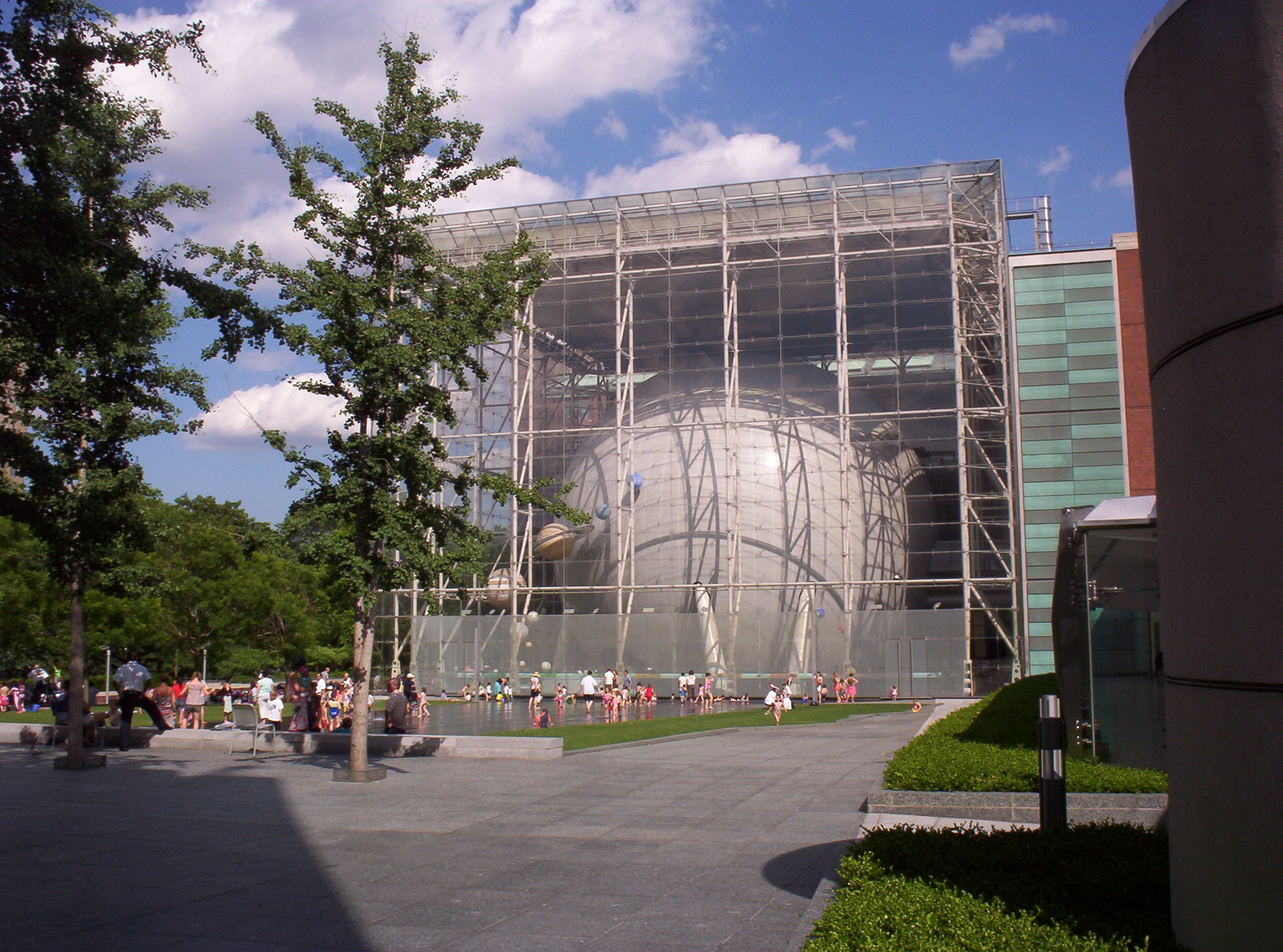
Фасад Роуз-центру
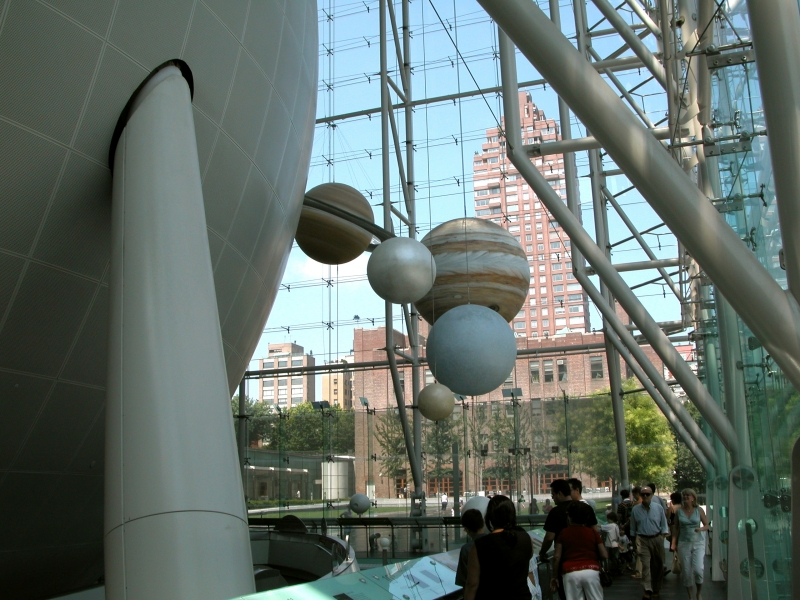
Моделі планет у Залі всесвіту Роуз-центру Землі і Космосу
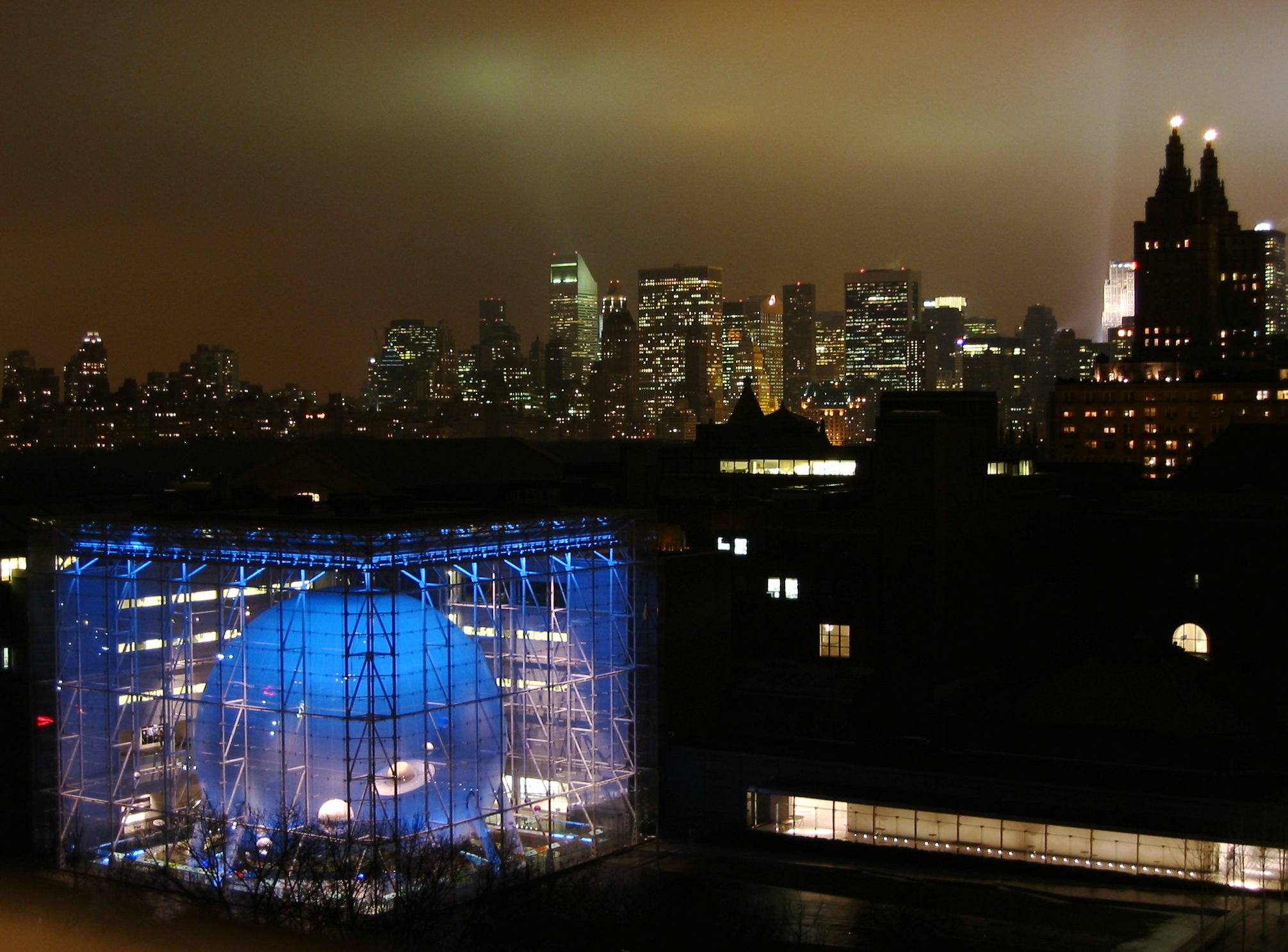
Нічна панорама Роуз-центру Землі і Космосу.

## Ресурси Інтернету
- Вікісховище має мультимедійні дані за темою: Планетарій Хайдена
- Офіційний вебсайт
- Історія Планетарію Хайдена. Архів оригіналу за 6 березня 2006. Процитовано 7 травня 2016.
- Огляд історії Планетарію Хайдена сайту Zeiss

- 'The Digital Universe' — 3d атлас всесвіту — вільний доступ Планетарію Хайдена